# Star Walk
Star Walkは、Vito Technologyが開発した天文学教育用モバイルアプリケーションである。利用者は天体をリアルタイムで探索できる。このアプリケーションは2009年にリリースされ、iOS、Android、Microsoft Windowsデバイスに対応している。Star Walkはリリース以来、世界中で1,000万人以上の利用者にダウンロードされている。
Star Walkは、夜空に浮かぶ20万個以上の恒星、惑星、星座、衛星の位置特定と識別を支援し、これらの天体に関する詳細な情報を提供することを目的としている。